# Sergio Larraín García-Moreno
Sergio Larraín García-Moreno (Santiago del Cile, 17 novembre 1905 – Santiago del Cile, 27 giugno 1999) è stato un architetto cileno.
Sergio Larraín García-Moreno, fondatore del Museo cileno di arte precolombiana. È considerato tra i più importanti esponenti della generazione di architetti che viaggiò in Europa ed entrò in contatto con Le Corbusier e la scuola di design del Bauhaus.

## Biografia
Nel 1928 si laureò dopo aver completato la sua formazione presso la Facoltà di Architettura dell'Università Cattolica Cilena.
L'anno successivo, Larraín, insieme al suo collega Jorge Arteaga, terminò l'edificio Oberpaur, considerato il primo edificio moderno in Cile.
Durante la seconda guerra mondiale fu agente dei servizi segreti britannici in Cile per indagare sulle attività naziste nel paese.
Dal 16 agosto 1968 al 1971 fu nominato ambasciatore del Cile in Perù dal presidente Eduardo Frei Montalva. 
Nel 1972 vinse il premio Nazionale di Architettura Cilena.